# 岭南会馆头门
岭南会馆头门是一处苏州市控制保护建筑，位于中国江苏省苏州市姑苏区山塘街136号。后为山塘中心小学校办厂。

## 历史
岭南会馆是一座建于清代的会馆，由广东省商贾集资建造。2003年8月1日公布为苏州市控制保护建筑。